# Giorgio Chiavacci
Giorgio Chiavacci   (Cecina, 3 de juliol de 1899 - Cecina, 4 de març de 1969) va ser un tirador d'esgrima italià, especialista en floret, que va competir durant les dècades de 1920 i 1930.
El 1924 va prendre part en els Jocs Olímpics de París, on fou quart en la prova de floret per equips del programa d'esgrima. Quatre anys més tard, als Jocs d'Amsterdam, guanyà la medalla d'or en la prova de floret per equips. Una infecció a l'ull l'impedí participar en els Jocs de Los Angeles de 1932.
En el seu palmarès també destaquen un campionat d'Europa de floret individual (1926) i un per equips (1931).